# Євпраксія Псковська

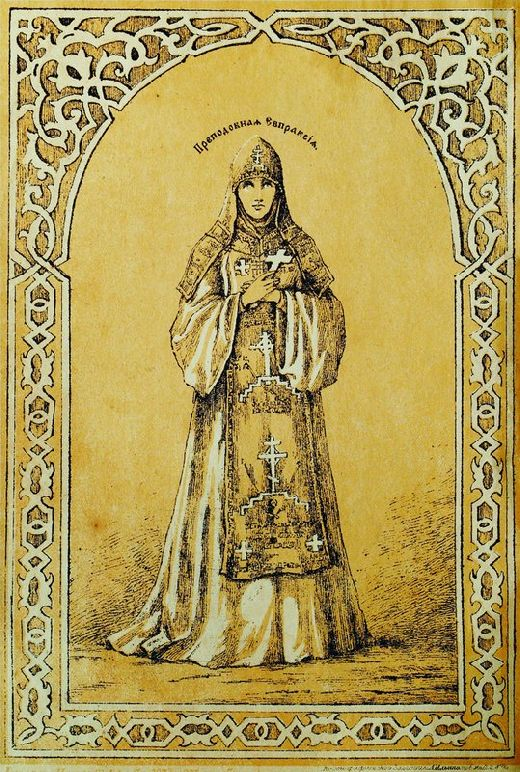
Євпраксія Псковська

Євпраксія Псковська (в миру Євфросинія, ? — 8 травня 1243, Отепя (нині Естонія) — дочка полоцького князя Рогволода Борисовича.
Шанується Російською Православною церквою в лику благовірних, пам'ять — 16 жовтня (по юліанському календарю).

## Життєпис
Була дружиною псковського князя Ярослава Володимировича. Князь Ярослав утік з Пскова в Лівонію та одружився там на німкені. Разом з німецькими лицарями він не раз нападав на руські землі, в 1231 захопив Ізборськ. Після відходу чоловіка Євфросинія стала вести виключно благочестиве життя: в 1243 побудувала на березі річки Великої Іоанно-Предтеченський жіночий монастир та стала його першою ігуменею. Того ж року вона запрошена в Лівонію для побачення з колишнім чоловіком, де була 8 травня убита в місті Оденпе пасинком (сином Ярослава та німкені).
Похована в соборі свого монастиря. Лик праведної княгині зберігся на двох іконах, на одній з них вона зображена у молитві зі святим Іоанном Предтечею та святим апостолом Андрієм Первозваним.